# 南長柄八幡宮
南長柄八幡宮（みなみながら はちまんぐう）は、大阪府大阪市北区長柄中1丁目にある神社。旧社格は村社。

## 祭神
主祭神
- 応神天皇

配祀神
- 宇迦之御魂神（ウカノミタマ）
- 佐田彦神（サタヒコ）
- 大宮能賣神（オオミヤノメ）

合祀神
- 事代主神（コトシロヌシ）

## 歴史
織田信長が石山合戦で本願寺を攻めたてるための兵糧を備蓄するための古い土蔵が、かつての境内にあったという。1744年にはかつて境内に存在した神木の松に、鶴が巣をかけて子を育てたことで、その見物人が増えた。当時の流行歌などにも詠みこまれることがあったという。「水中八幡宮」とも、近世後期には「鶴の八幡宮」とも称された。

## 例祭
以下の例祭を行っている。
- 夏季大祭は7月の第2日曜を中心とする土・日曜日。
- 中秋祭は放生会がおこなわれる。

### 地車囃子
夏祭でも放生会でも、にわか仕立ての櫓で奉納される地車囃子（だんじりばやし）は、「長柄流」「キタの流派」の主流といわれている。当氏地では「長柄囃子」と呼ばれている。

## 現地情報
所在地
- 大阪府大阪市北区長柄中1-4-25

交通アクセス
- 最寄駅： Osaka Metro谷町線・堺筋線、阪急電鉄千里線　天神橋筋六丁目駅下車後、徒歩約4分。